# Britische Unterhauswahl 1997
| Regierung (418): Labour 418 |  | Opposition (240): Conservative 165 LibDem 46 UUP 10 SNP 6 Plaid 4 SDLP 3 DUP 2 SF 2 * UKUP 1 Unabh. 1 |
| Speaker 1                   |  | |

Zusammensetzung:
^{*} Die Sinn-Féin-Mandate werden in Westminster nicht eingenommen.

Die britische Unterhauswahl 1997 vom 1. Mai 1997 brachte den ersten Regierungswechsel seit 18 Jahren. Die Labour Party unter Tony Blair schlug die bislang regierende Conservative Party unter John Major. Diese Wahl wurde als „Blutbad“ (bloodbath) für die Konservativen bezeichnet. Sie verloren mehr als die Hälfte der bisherigen Mandate, darunter sämtliche in Schottland und Wales. Labour konnte die größte Mehrheit für eine Partei in der Geschichte Großbritanniens erringen (179).
Verschiedene prominente Konservative, darunter mehrere Kabinettsmitglieder, wurden abgewählt. Zu diesen zählten Verteidigungsminister Michael Portillo, Außenminister Malcolm Rifkind, Handels- und Industrieminister Ian Lang und Schottlandminister Michael Forsyth.
Die Liberal Democrats konnten die Anzahl ihre Mandate mehr als verdoppeln und erreichten das beste Resultat seit den 1920ern, als sie letztmals in der Regierung vertreten waren. Die Referendum Party, die eine Abstimmung für den Austritt aus der EU verlangte, erreichte zwar mit mehr als 800.000 Stimmen den vierten Platz, konnte aber keine Sitze gewinnen. Dennoch nahm sie den Konservativen wertvolle Stimmen weg.

## Vorgeschichte
Die Conservative Party regierte seit den Wahlen 1979 ununterbrochen das Land, zunächst mit Margaret Thatcher, bis vor der Wahl dann mit John Major. Die 18-jährige Regierungszeit war geprägt durch den Kampf der Regierung gegen die Gewerkschaften, den Falklandkrieg 1983 und der Liberalisierung der Wirtschaft, die unter anderem eine hohe Arbeitslosigkeit, aber auch eine steigende Wirtschaftsleistung zur Folge hatte. Die letzte Wahl 1992 gewannen die Konservativen nur noch äußerst knapp und die folgende Regierungszeit des Kabinett Major II war geprägt durch interne Streitigkeiten in Partei und Regierung über Europa und führten dazu, dass seine knappe Mehrheit im Unterhaus 1996 durch verlorene Nachwahlen und Austritte endgültig verloren ging. Die letzten Monate im Amt war er von der Unterstützung der Ulster Unionists abhängig. John Major ging also als angeschlagener Amtsinhaber in die Wahl und Labour führte in jeder Umfrage seit 1993.

## Wichtige Parteiführer

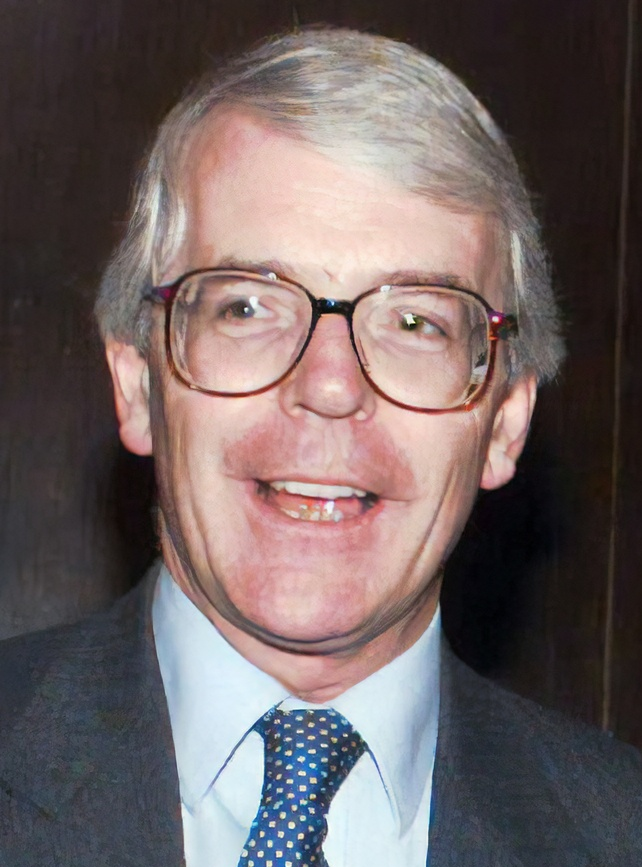
Premierminister John Major (Conservatives)
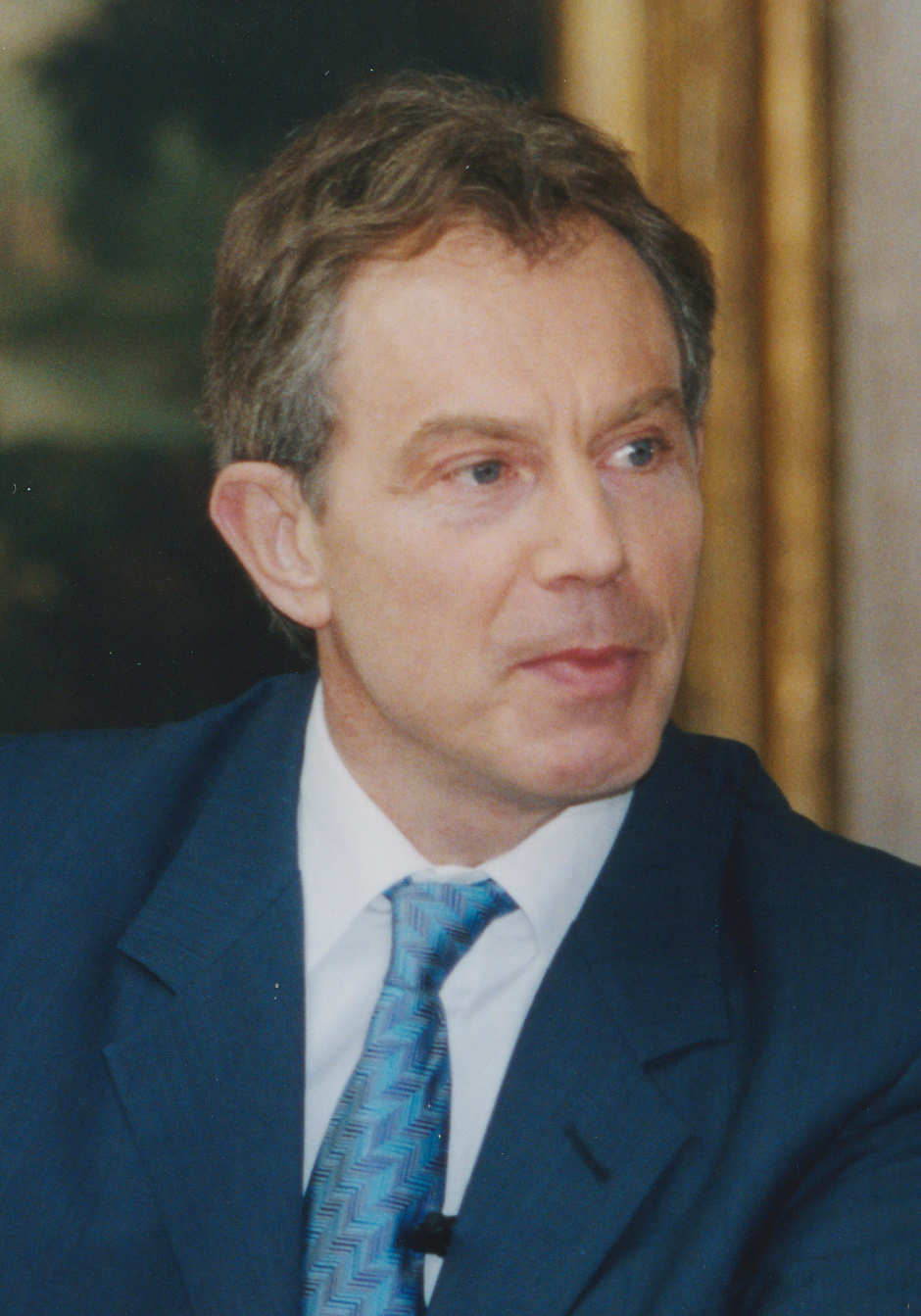
Oppositionsführer Tony Blair (Labour)
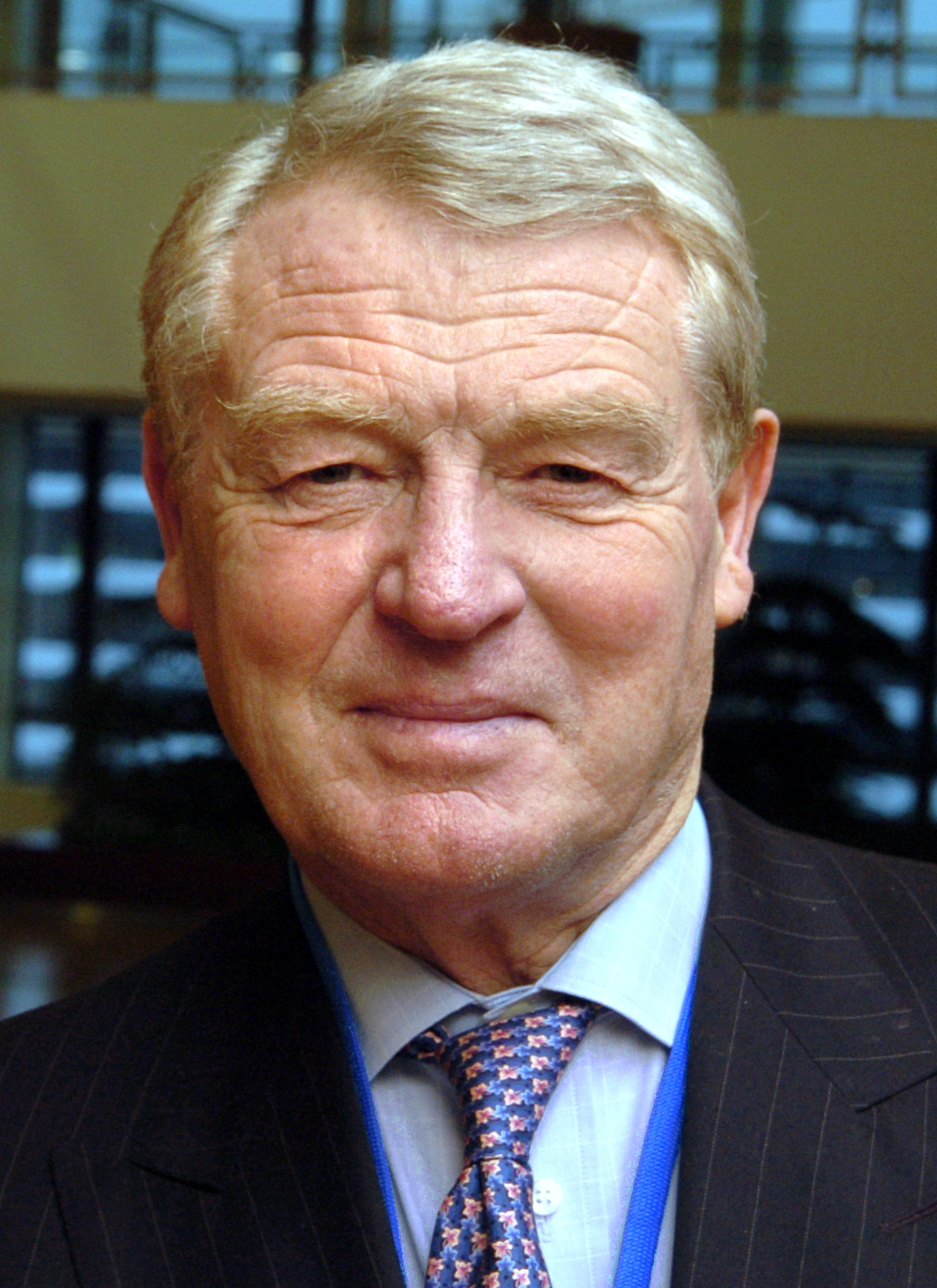
Member of Parliament Paddy Ashdown (Liberal Democrats)

## Wahlergebnisse

Ergebnisse nach Wahlkreisen. Die Farben entsprechen der nebenstehenden Tabelle.

| Partei          | Partei                             | Stimmen    | Stimmen | Stimmen | Mandate | Mandate |
| Partei          | Partei                             | Anzahl     | %       | +/−     | Anzahl  | +/−     |
| --------------- | ---------------------------------- | ---------- | ------- | ------- | ------- | ------- |
|                 | Labour Party                       | 13.517.911 | 43,2    | +8,8    | 418     | +147    |
|                 | Conservative Party                 | 9.600.940  | 30,7    | −11,2   | 165     | −171    |
|                 | Liberal Democrats                  | 5.243.440  | 16,8    | −1,0    | 46      | +26     |
|                 | Referendum Party                   | 811.829    | 2,6     | +2,6    | −       | −       |
|                 | Scottish National Party            | 622.260    | 2,0     | +0,1    | 6       | +3      |
|                 | Ulster Unionist Party              | 258.349    | 0,8     | −       | 10      | +1      |
|                 | Social Democratic and Labour Party | 190.814    | 0,6     | +0,1    | 3       | −1      |
|                 | Plaid Cymru                        | 161.030    | 0,5     | –       | 4       | –       |
|                 | Sinn Féin                          | 127.144    | 0,4     | +0,2    | 2       | +2      |
|                 | Democratic Unionist Party          | 107.348    | 0,3     | –       | 2       | −1      |
|                 | UK Independence Party              | 106.001    | 0,3     | +0,3    | –       | –       |
|                 | Unabhängige                        | 64.482     | 0,2     | –       | 1       | –       |
|                 | Green Party of England and Wales   | 64.452     | 0,2     | −0,3    | –       | –       |
|                 | Alliance Party of Northern Ireland | 62.972     | 0,2     | –       | –       | –       |
|                 | Socialist Labour Party             | 52.110     | 0,2     | +0,2    | –       | –       |
|                 | Liberal Party                      | 45.229     | 0,1     | −0,1    | –       | –       |
|                 | British National Party             | 35.519     | 0,1     | +0,1    | –       | –       |
|                 | Unabhängige Labour                 | 34.418     | 0,1     | −       | −       | −       |
|                 | Natural Law Party                  | 30.713     | 0,1     | −0,1    | –       | –       |
|                 | Speaker                            | 23.969     | 0,1     | –       | 1       | –       |
|                 | Unabhängige Konservative           | 20.279     | 0,1     | −       | −       | −       |
|                 | Prolife Alliance                   | 19.017     | 0,1     | +0,1    | –       | –       |
|                 | UK Unionist Party                  | 12.817     | 0,0     | –       | 1       | +1      |
|                 | Progressive Unionist Party         | 10.934     | 0,0     | –       | –       | –       |
|                 | National Democrats                 | 10.829     | 0,0     | –       | –       | –       |
|                 | Sonstige                           | 53.302     | 0,3     | −       | −       | −       |
|                 | Gesamt                             | 31.288.108 | 100,0   |         | 659     |         |
| Wahlberechtigte | Wahlberechtigte                    | 43.784.559 |         |         |         |         |
| Wahlbeteiligung | Wahlbeteiligung                    | 71,46 %    |         |         |         |         |
| Quelle:         |                                    |            |         |         |         |         |

## Nachwahlen
| Wahlkreis                                                        | Datum      | Ausgeschiedene    | Ausgeschiedene | Nachgerückte      | Nachgerückte |
| Wahlkreis                                                        | Datum      | Name              | Partei         | Name              | Partei       |
| ---------------------------------------------------------------- | ---------- | ----------------- | -------------- | ----------------- | ------------ |
| Uxbridge                                                         | 31.07.1997 | Michael Shersby   | Cons           | John Randall      | Cons         |
| Beckenham                                                        | 20.11.1997 | Piers Merchant    | Cons           | Jacqui Lait       | Cons         |
| Paisley South                                                    | 06.11.1997 | Gordon McMaster   | Labour         | Douglas Alexander | Labour       |
| Winchester                                                       | 20.11.1997 | Gerry Malone      | Cons           | Mark Oaten        | LD           |
| Leeds Central                                                    | 10.06.1999 | Derek Fatchett    | Labour         | Hilary Benn       | Labour       |
| Eddisbury                                                        | 22.07.1999 | Alastair Goodlad  | Cons           | Stephen O’Brien   | Cons         |
| Hamilton South                                                   | 23.09.1999 | George Robertson  | Labour         | Bill Tynan        | Labour       |
| Wigan                                                            | 23.09.1999 | Roger Stott       | Labour         | Neil Turner       | Labour       |
| Kensington and Chelsea                                           | 25.11.1999 | Alan Clark        | Cons           | Michael Portillo  | Cons         |
| Ceredigion                                                       | 03.02.2000 | Cynog Dafis       | Plaid Cymru    | Simon Thomas      | Plaid Cymru  |
| Romsey                                                           | 04.05.2000 | Michael Colvin    | Cons           | Sandra Gidley     | LD           |
| Tottenham                                                        | 22.06.2000 | Bernie Grant      | Labour         | David Lammy       | Labour       |
| South Antrim                                                     | 21.09.2000 | Clifford Forsythe | UUP            | William McCrea    | DUP          |
| Glasgow Anniesland                                               | 23.11.2000 | Donald Dewar      | Labour         | John Robertson    | Labour       |
| Preston                                                          | 23.11.2000 | Audrey Wise       | Labour         | Mark Hendrick     | Labour       |
| West Bromwich West                                               | 23.11.2000 | Betty Boothroyd   | unabh.         | Adrian Bailey     | Labour       |
| Falkirk West                                                     | 21.12.2000 | Dennis Canavan    | Labour         | Eric Joyce        | Labour       |
|                                                                  |            |                   |                |                   |              |
| Quelle: House of Commons Library, By-elections results 1997–2001 |            |                   |                |                   |              |

## Nach der Wahl
Nach seinem sehr deutlichen Wahlsieg bildete Tony Blair die erste Labour-Regierung seit 1979. Mit ihrer erdrückenden Mehrheit konnte New Labour zahlreiche Reformen durchführen, die unter anderem die Themen Bildung, Wirtschaft und Devolution betrafen. Auch bei Ende seiner ersten Legislaturperiode erfreute sich Blair großer Popularität, sodass die Wiederwahl ohne große Probleme gelang.